# Twój Weekend
Twój Weekend – polski miesięcznik (wcześniej dwutygodnik) erotyczny wydawany od czerwca 1992 do marca 2019. Oprócz głównego tematu poruszał także zagadnienia z zakresu motoryzacji, techniki i seksuologii.

## Historia
Początkowo wzorowany na niemieckim czasopiśmie Wochenende, z czasem stał się autorskim pismem polskiej redakcji. Najdłużej wydawany magazyn erotyczny w Polsce. Pierwotnie wydawany przez Wydawnictwo Bauer, a od października 2003 przez wrocławską spółkę Silk Media, która na przełomie 2009 i 2010 sprzedała tytuł wrocławskiej spółce One Project. W grudniu 2016 wydawca ogłosił wystawienie tytułu na sprzedaż w związku ze skoncentrowaniem się spółki na prowadzeniu sklepów internetowych. W razie nieznalezienia nowego wydawcy zaplanowano zakończenie wydawania czasopisma na numerze 3/2017, jednak pod koniec lutego 2017 prawa do tytułu odkupiła spółka Fire Wall z Wrocławia. W grudniu 2018 spółka wystawiła prawa do wydawania czasopisma na aukcję na portalu Allegro.pl bez ceny minimalnej. W połowie miesiąca oferta wyceniana wówczas na 50 tys. zł została usunięta z portalu z powodu zawarcia umowy sprzedaży z nowym, nieujawnionym inwestorem. Nabywcą tytułu została spółka Pride and Glory Interactive należąca do grupy reklamowej VMLY&R.
8 marca 2019 nowy właściciel skierował do sprzedaży ostatni, a zarazem pierwszy feministyczny numer Twojego Weekendu. Likwidacja miesięcznika w założeniu nowego właściciela i jego partnerów stanowi element kampanii mającej na celu uświadamiać czytelnikom, że seksizm to realny problem, który dotyka miliony kobiet w Polsce.